# 双花委陵菜
双花委陵菜（学名：Potentilla biflora）为蔷薇科委陵菜属的植物。分布在北美、蒙古北部、西伯利亚、北极地区、俄罗斯以及中国大陆的新疆等地，生长于海拔2,300米至3,600米的地区，多生在生高山草地、多砾石隙缝中和雪峰间岩石上，目前尚未由人工引种栽培。
种加词 biflora 意为“二花的”。

## 异名
- Potentilla biflora Willd. ex Schlecht. var. lahulensis Wolf